# Justin Thomas (golfista)
Justin Louis Thomas (Louisville, 29 aprile 1993) è un golfista statunitense, che partecipa al PGA Tour. Thomas raggiunge la notorietà nel 2017, quando vince quattro eventi del PGA Tour, tra cui il PGA Championship (la sua prima vittoria di un major), e guadagna il titolo di FedEx Champion.

## Biografia
È nato e cresciuto a Louisville in Kentucky. Suo padre, Mike Thomas, è nel settore del golf da trentadue anni ed è un membro della PGA americano da venticinque anni e suo nonno era un veterano del PGA Tour e del Senior PGA Tour. Siccome suo padre è il professionista di circolo all’Harmony Landing Country Club a Goshen nel Kentucky dal 1990, Justin inizia a giocare molto presto, a due anni prende le sue prime lezioni e a otto inizia a partecipare ai tornei. Frequenta il liceo St. Xavier e, secondo le leggi americane, avendo frequentato il primo anno di scuola superiore (freshman), può partecipare al Wyndham Championship del PGA Tour nel 2009.  Thomas si diploma nel 2011 e in seguito frequenta l’Università dell’Alabama a Tuscaloosa, in cui vince per sei volte il Crimson Tide e gioca nella squadra nazionale. Nel 2012 vince l'Haskins Award come miglior golfista universitario.

## Carriera
Thomas passa professionista nel 2013. Riceve la carta per giocare nel WebTour.com attraverso un torneo di qualificazione. Partecipa al suo primo evento da professionista con il Nationwide Children’s Hospital Championship nel 2014, che vince. Thomas si posiziona quinto nella classifica stagionale del WebTour.com e terzo dopo le WebTour finals; guadagnandosi la carta del PGA Tour per la stagione 2015.Thomas si piazza trentaduesimo nella FedEx Cup, perdendo il Rookie of the Year Award contro Daniel Berger.
Il 1º novembre 2015, Thomas vince il CIMB Classic in Kuala Lumpur, la sua prima vittoria di un evento del PGA Tour. Batte l’australiano Adam Scott di un colpo, evitando un doppio bogey imbucando un putt di 1,8m per il par. Chiudendo il suo secondo giro con 61 colpi, Thomas guadagna la vittoria con 26 colpi sotto il par.

### Vittorie stagione 2016-2017
Nel 2016 Thomas difende il titolo in Kuala Lumpur, supera di tre colpi il giapponese Hideki Matsuyama, concludendo con 23 colpi sotto il par. Vincendo, Thomas ottiene la seconda vittoria del PGA Tour. Nel 2017, Thomas si aggiudica la terza vittoria del PGA Tour al SBS Tournament of Champions nelle Isole Maui, con uno score complessivo di 22 colpi sotto il par. La settimana successiva, Thomas partecipa al Sony Open alle Hawaii. Vince con un distacco di 7 colpi dall’inglese Justin Rose e 8 colpi dal ventiquattrenne statunitense Jordan Spieth, ristabilendo il record dello score più basso del PGA Tour appartenente a Tommy Armour III. Thomas inoltre diventa il settimo giocatore nella storia del PGA Tour ha finire un round sotto i 59 colpi, iniziando e finendo il suo primo giro con due eagle. Questa vittoria lo porta al primo posto delle FedEx cup e in cima alla Money List.
Ad agosto, Thomas vince il suo primo major, il novantanovesimo PGA Championship disputato sul percorso del Quail Hollow a Charlotte, nel North Carolina. Kevin Kisner con quattro bogeys nelle buche 7-9-13 e 18 lascia il comando a Thomas, che con un birdie si distacca di due colpi dal secondo. Finisce il torneo con 8 colpi sotto il par davanti all’italiano Francesco Molinari che conclude con 6 colpi sotto il par.
A settembre Thomas vince il quinto torneo del PGA Tour, il Dell Technologies Championship disputato sul percorso del TPC Boston nel Massachusetts. Vincendo, Thomas conquista il 5º titolo del 2017, dopo aver vinto al PGA Championship, al Sony Open, all’SBS Tournaments of champions e al CIMB Classic. È secondo nella classifica generale dei FedEx Standings e possiede il titolo di golfista con più vittorie annuali. Il 24 settembre 2017, Thomas diventa il FedEx Champion guadagnando dieci milioni di dollari.

### Vittorie stagione 2017-2018
Nell’ottobre 2017 Thomas vince al playoff contro l’australiano Marc Leishman, la CJ Cup nel Sud Korea. Nel 2018, Thomas si aggiudica il 1º posto all’ Honda Classic, giocato ai Palm Beach Gardens in Florida. Chiude il torneo con 8 colpi sotto il par in parità con Luke List. Si disputa il playoff che Thomas vince imbucando il putt per il birdie.

## Vittorie professionali (17)

### PGA Tour vittorie (15)
| Legenda                      |
| Tornei Major (2)             |
| Players Championships (1)    |
| World Golf Championships (2) |
| FedEx Cup playoff eventi (2) |
| Altro PGA Tour (8)           |

| No. | Data              | Torneo                              | Score complessivo | To par | Margine di vittoria | Secondo/i                                               |
| --- | ----------------- | ----------------------------------- | ----------------- | ------ | ------------------- | ------------------------------------------------------- |
| 1   | 1º novembre, 2015 | CIMB Classic                        | 68-61-67-66=262   | −26    | 1 colpo             | Adam Scott                                              |
| 2   | 23 ottobre, 2016  | CIMB Classic (2)                    | 64-66-71-64=265   | −23    | 3 colpi             | Hideki Matsuyama                                        |
| 3   | 8 gennaio, 2017   | SBS Tournament of Champions         | 67-67-67-69=270   | −22    | 3 colpi             | Hideki Matsuyama                                        |
| 4   | 15 gennaio, 2017  | Sony Open nelle Hawaii              | 59-64-65-65=253   | −27    | 7 colpi             | Justin Rose                                             |
| 5   | 13 agosto, 2017   | PGA Championship                    | 73-66-69-68=276   | −8     | 2 colpi             | Francesco Molinari, Louis Oosthuizen, Patrick Reed      |
| 6   | 4 settembre, 2017 | Dell Technologies Championship      | 71-67-63-66=267   | −17    | 3 colpi             | Jordan Spieth                                           |
| 7   | 22 ottobre, 2017  | CJ Cup                              | 63-74-70-72=279   | −9     | Playoff             | Marc Leishman                                           |
| 8   | 25 febbraio, 2018 | The Honda Classic                   | 67-72-65-68=272   | −8     | Playoff             | Luke List                                               |
| 9   | 5 agosto 2018     | WGC-Bridgestone Invitational        | 65-64-67-69=265   | −15    | 4 colpi             | Kyle Stanley                                            |
| 10  | 18 agosto 2019    | BMW Championship                    | 65-69-61-68=263   | −25    | 3 colpi             | Patrick Cantlay                                         |
| 11  | 20 ottobre 2019   | CJ Cup (2)                          | 68-63-70-67=268   | −20    | 2 colpi             | Danny Lee                                               |
| 12  | 5 gennaio, 2020   | Sentry Tournament of Champions (2)  | 67-73-69-69=278   | −14    | Playoff             | Patrick Reed, Xander Schauffele                         |
| 13  | 2 agosto, 2020    | WGC-FedEx St. Jude Invitational (2) | 66-70-66-65=267   | −13    | 3 colpi             | Daniel Berger, Brooks Koepka, Tom Lewis, Phil Mickelson |
| 14  | 14 marzo, 2021    | The Players Championship            | 71-71-64-68=274   | −14    | 1 colpo             | Lee Westwood                                            |
| 15  | 22 maggio 2022    | PGA Championship (2)                | 67-67-74-67=275   | −5     | Playoff             | Will Zalatoris                                          |

### Playoff(s)
| No. | Anno | Torneo                  | Sfidante       | Risultato                               |
| --- | ---- | ----------------------- | -------------- | --------------------------------------- |
| 1   | 2017 | CJ Cup                  | Marc Leishman  | Vinto con un birdie alla ventesima buca |
| 2   | 2018 | The Honda Classic       | Luke List      | Vinto con birdie alla ventesima buca    |
| 3   | 2018 | WGC-Mexico Championship | Phil Mickelson | Perso con il par alla ventesima buca    |

## Tornei Major

### Vittorie (2)
| Anno | Campionato           | 54 buche           | Punteggio di vittoria | Margine   | Secondo/i                                          |
| ---- | -------------------- | ------------------ | --------------------- | --------- | -------------------------------------------------- |
| 2017 | PGA Championship     | 2 colpi di deficit | −8 (73-66-69-68=276)  | 2 strokes | Francesco Molinari, Louis Oosthuizen, Patrick Reed |
| 2022 | PGA Championship (2) | 7 colpi di deficit | −5 (67-67-74-67=275)  | Playoff1  | Will Zalatoris                                     |

1Ha sconfitto Will Zalatoris in un playof a tre buche: Thomas (4-3-4=11), Zalatoris (4-4-x=x).

### Majors in carriera
| Torneo                | 2014 | 2015 | 2016 | 2017 | 2018 |
| --------------------- | ---- | ---- | ---- | ---- | ---- |
| The Masters           |      |      | T39  | T22  | T17  |
| U.S. Open             | CUT  |      | T32  | T9   | T25  |
| The Open Championship |      |      | T53  | CUT  | CUT  |
| PGA Championship      |      | T18  | T66  | 1    | T6   |

     Vittoria
     Top 10
     Non partecipante
CUT =mancato il taglio
"T" indica la posizione in classifica condivisa con uno o più giocatori (tied)

## The Players Championship

### Vittorie (1)
| Anno | Campionato               | 54 buche           | Punteggio di vittoria | Margine | Secondo      |
| ---- | ------------------------ | ------------------ | --------------------- | ------- | ------------ |
| 2021 | The Players Championship | 3 colpi di deficit | −14 (71-71-64-68=274) | 1 colpo | Lee Westwood |

## World Golf Championships

### Vittorie (2)
| Anno | Campionato                          | 54 buche           | Punteggio di vittoria | Margine | Secondo/i                                               |
| ---- | ----------------------------------- | ------------------ | --------------------- | ------- | ------------------------------------------------------- |
| 2018 | WGC-Bridgestone Invitational        | 3 colpo in più     | −15 (65-64-67-69=265) | 4 colpi | Kyle Stanley                                            |
| 2020 | WGC-FedEx St. Jude Invitational (2) | 4 colpi di deficit | −13 (66-70-66-65=267) | 3 colpi | Daniel Berger, Brooks Koepka, Tom Lewis, Phil Mickelson |

## Riconoscimenti
- Thomas è il giocatore più giovane che ha chiuso un giro con uno score di 59 colpi.[7]
- Nel 2017 Thomas è il vincitore del Jack Nicklaus Award per essere stato nominato PGA Tour Player of The Year.[13]
- Thomas raggiunge Tiger Woods, Jack Nicklaus e Jordan Spieth come giocatori hanno vinto cinque tornei, compreso un major, prima dei venticinque anni.[1]
- Justin detiene il record come score più basso, in relazione al par del campo, nello U.S. Open.
- Thomas è il più giovane giocatore ad aver passato il taglio in una gara del PGA Tour a sedici anni.[1]
- Thomas vince il Golf Writers Association of The Year Award.[14]
- Nel 2017 Thomas diventa FedEx Champion.[10]
- Thomas è il primo giocatore dal 1970 a vincere tre dei primi cinque tornei del PGA Tour.[7]